# III Всемирный фестиваль молодёжи и студентов
Третий Всемирный фестиваль молодёжи и студентов (WFYS) был проведён в 1951 году в Восточном Берлине, ГДР, и был организован Всемирной Федерацией Демократической молодежи.
Третий Фестиваль проходил в период растущей международной напряжённости между СССР и западными державами; это произошло на фоне корейской войны и распространения коммунизма в Центральной Европе и Китае. Фестиваль был призван показать молодежь Германской Демократической Республики, образованной в Советском секторе послевоенной Германии.
Девиз фестиваля: За мир и дружбу — против ядерного оружия.
По словам Яна Мюрдаля, люди с Запада, желавшие посетить фестиваль, задерживались западногерманской полицией и американскими военными. По некоторым из тех, кто пытался пересечь границу, стреляли.
Среди известных участников фестиваля был борец с апартеидом Ахмед Катрада, представлявший Молодёжный конгресс индийцев Трансвааля.